# Rożny (obwód chmielnicki)
Rożny (ukr. Рожни) – wieś na Ukrainie, w obwodzie chmielnickim, w rejonie chmielnickim, w hromadzie Latyczów. W 2001 liczyła 300 mieszkańców.